# Battaglia di Trutier
La battaglia di Trutier fu un episodio della rivoluzione haitiana.

## La battaglia
All'inizio del mese di dicembre del 1794, le truppe inglesi di base a Port-au-Prince lanciarono un attacco contro gli avamposti repubblicani a nord. Prevenuto su questa azione, il generale Rigaud si portò quindi in testa alla sua armata presso l'abitato di Trutier, presso Menetas, a nord di Port-au-Prince. I repubblicani cercarono di cogliere il nemico con una carica alla baionetta, ma gli inglesi pur inferiori di numero riuscirono a trovare dei rinforzi e soprattutto dell'artiglieria con la quale distrussero uno dei cannoni repubblicani mettendo in difficoltà i francesi. Rigaud ordinò la ritirata.